# Сулюс

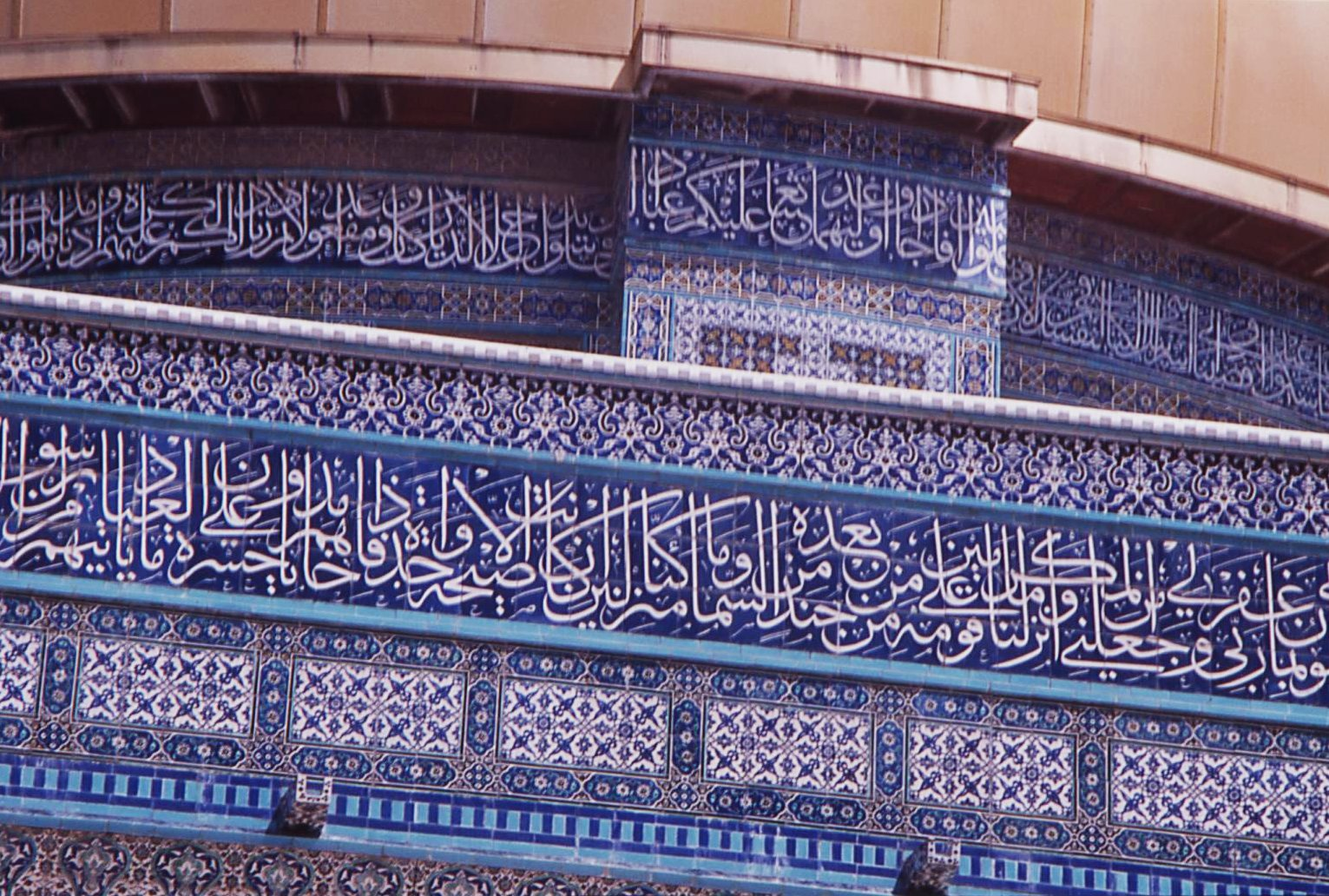
Купол Скелі, Єрусалим

Сулюс (араб. ثلث — букв. Третина) — різновид стилю арабської каліграфії з округлими і переплетеними формами літер, частіше використовується для заголовків, ніж для написання основного тексту. В XI столітті сулюс витіснив поширений до того куфічний стиль.